# Fjærland
Fjærland is een kleine plaats met circa 300 inwoners aan het einde van de Fjærlandsfjord, een zijarm van de Sognefjord. Het behoort tot de gemeente Sogndal in de provincie Vestland in Noorwegen. Tot 2000 was Fjærland een deel van de gemeente Balestrand.
Het dorp ligt aan de voet van de gletsjer Jostedalsbreen met de gletsjerarmen Bøyabreen, Flatbreen en Supphellebreen, en was lange tijd enkel over het fjord bereikbaar. Dit veranderde in 1994 toen een tunnel werd gebouwd en de RV5 naar het zuiden richting Sogndal werd doorgetrokken. Zodoende werd het dorp verbonden met Skei en de regio Jølster.
Het nationaal park Jostedalsbreen is het makkelijkst toegankelijk via Fjærland en Jostedalen (Luster). De gletsjer is goed te zien vanaf RV5, en via het Norsk Bremuseum (Gletsjermuseum) is het mogelijk om over de gletsjer te wandelen met een gids. Een wandeling zonder gids wordt gewoonlijk afgeraden. Het gletsjermuseum is ontworpen door de Noorse architect Sverre Fehn.
In Fjærland is een behoorlijk aantal boekwinkels en het wordt dan ook wel de boekenstad genoemd.

## Galerij

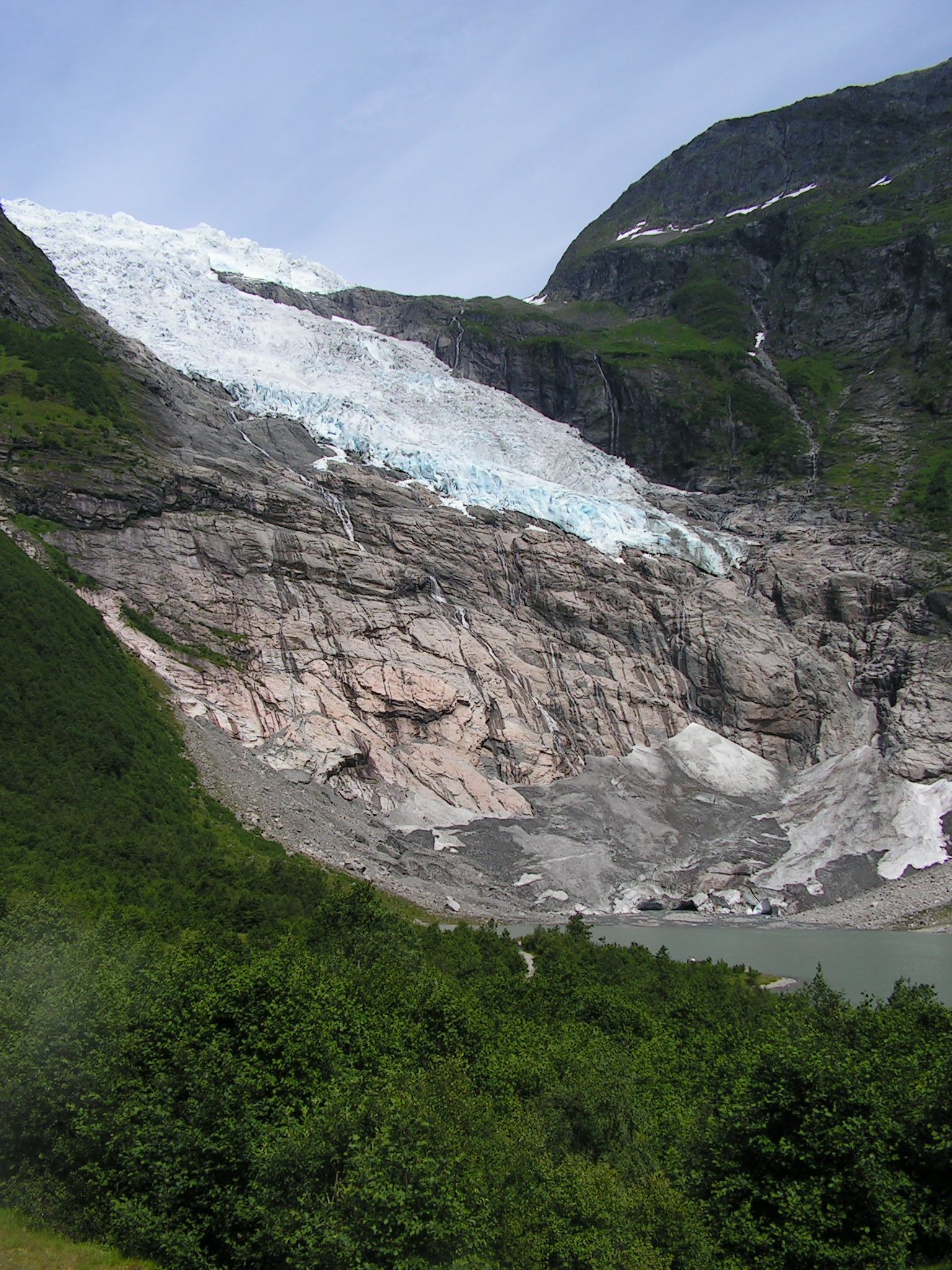
Bøyabreen
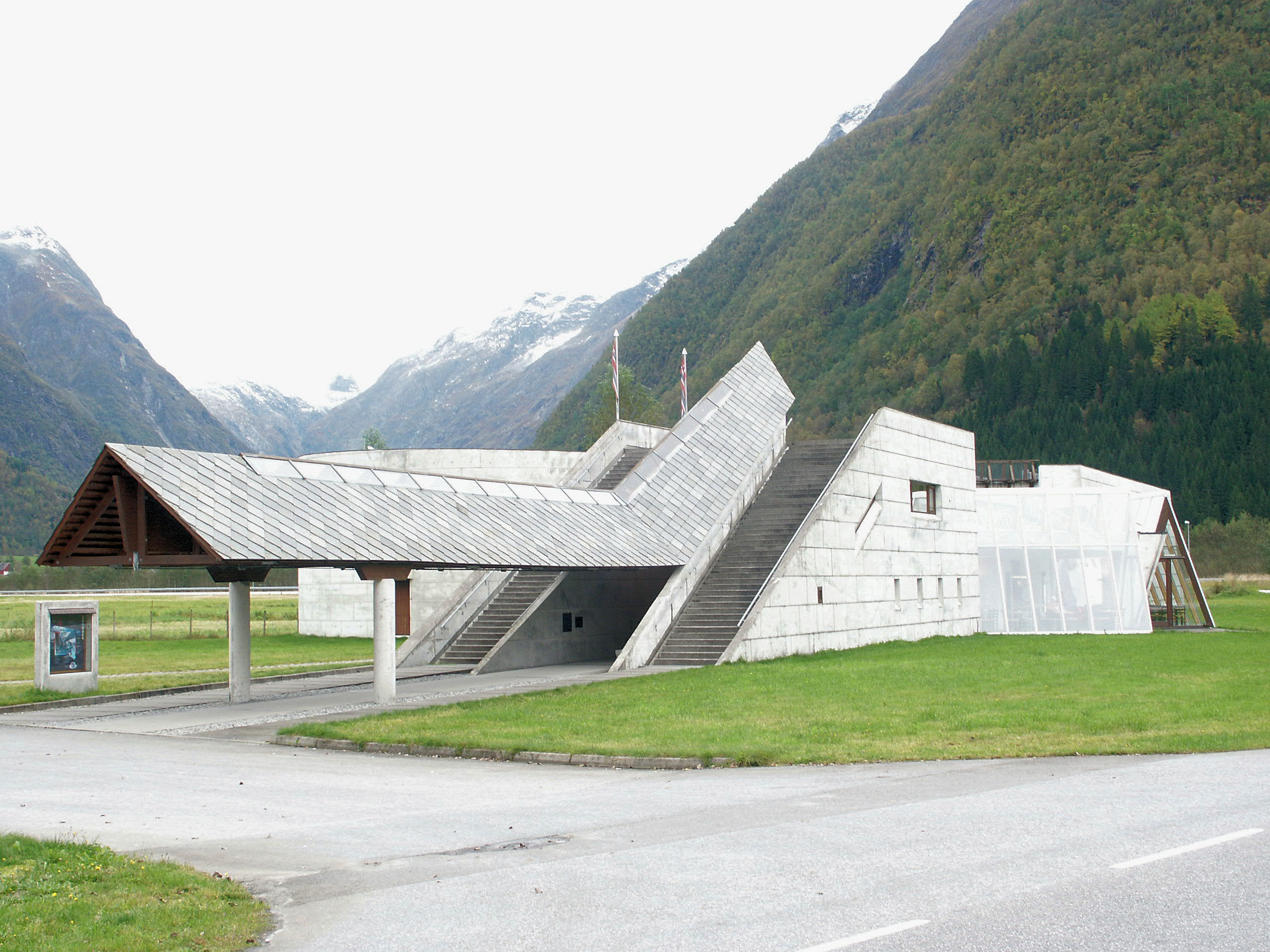
Gletsjermuseum
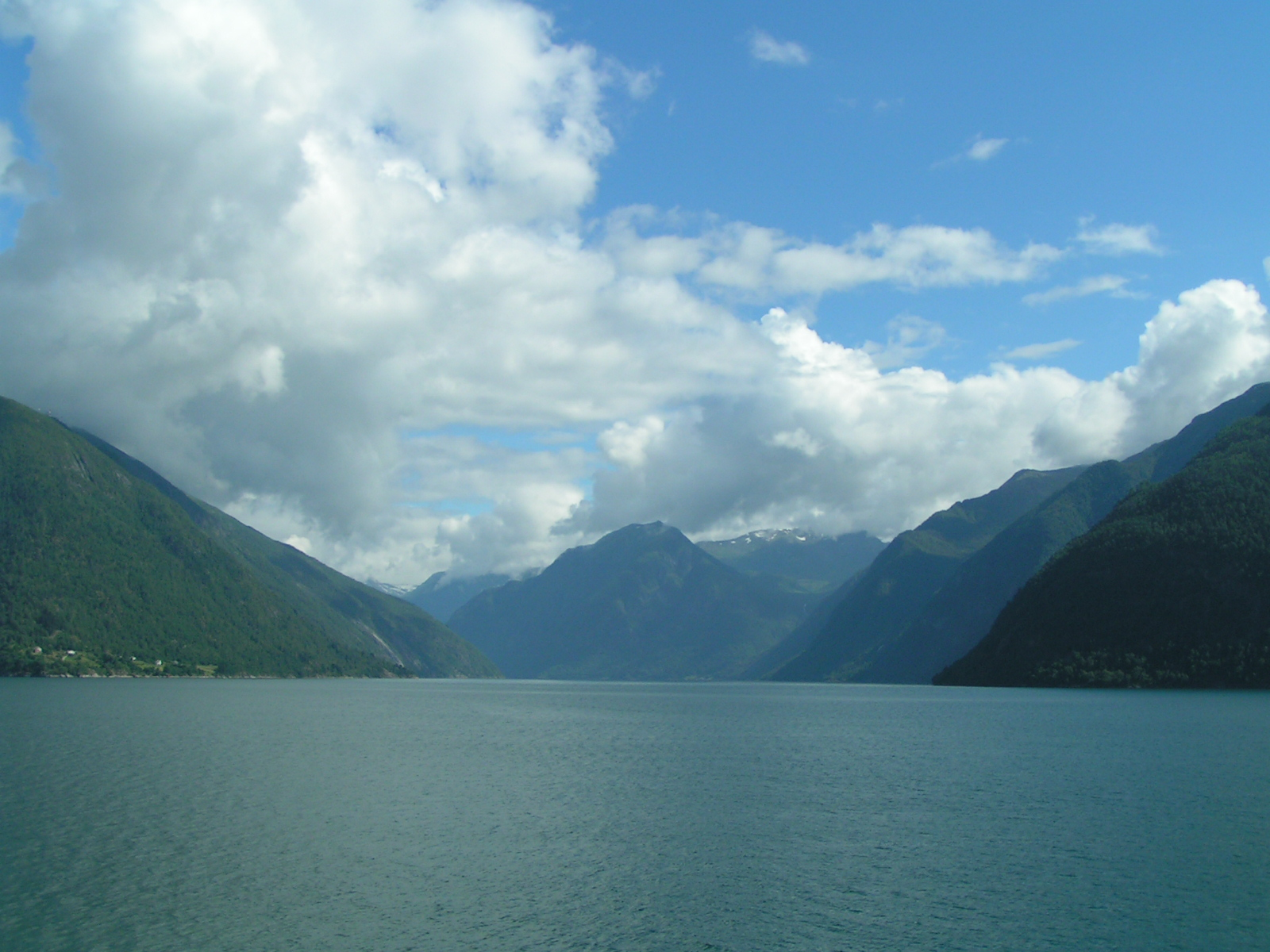
Fjærlandsfjord
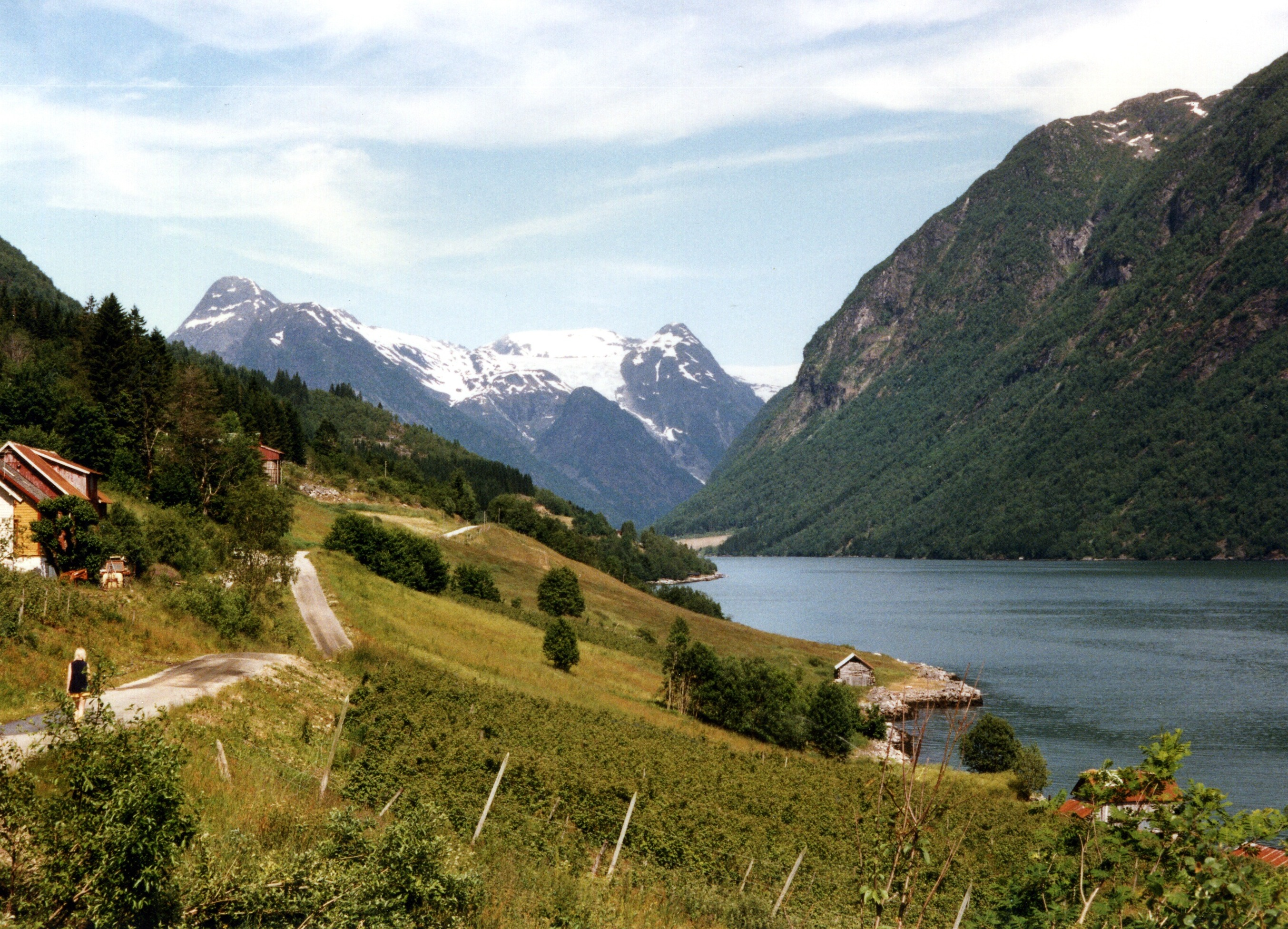
Fjærlandsfjord, met op de achtergrond de Bøyabreen